# Masoe
Masoe, né le 12 septembre 1997 à Pau, est un auteur-compositeur-interprète et musicien français.

## Biographie
Après avoir étudié 10 ans au Conservatoire National de Musique de Pau, Masoe s'installe ensuite à Paris.
Pendant deux ans il continuera son cursus de formation musicale au Conservatoire de Musique de Levallois-Perret.
Il est à ce moment-là repéré par le producteur Dany Synthé et signe son premier contrat en maison de disque chez Warner Chappell Music France.
En 2016, on le retrouve sur l'affiche nationale de la Fête de la Musiqueimaginée par le street artiste Combo.
En 2018 il atteindra les demi-finales de l’émission « Destination Eurovision » sur France 2.
Compositeur, auteur et interprète, l’univers de Masoe est influencé par la grande chanson française, bercé depuis son plus jeune âge par des artistes comme Jacques Brel, Barbara, Piaf ou encore Charles Aznavour.
Masoe complète aujourd’hui son inspiration dans la nouvelle génération d’artistes français (Lomepal, Eddy de Pretto, Tim Dup, Hervé, etc…) mêlant ainsi son univers de base avec la mouvance urbaine actuelle.
Il sort son premier EP « MAJE » en début d’année 2020 et le célèbre quelques semaines plus tard, sur scène, pour sa première date parisienne en tête d’affiche dans la salle de concert « 1999 ».
Un deuxième EP  "AVE MARIA" voit le jour le 21 mai 2021 porté notamment par le titre " JOLI " qui traite de la masculinité toxique.
En 2024, l’artiste amorce la fin de sa carrière avec deux nouveaux singles « derrière la porte » et « kevin ». Ce dernier annonçant officiellement le retrait de l’artiste.

## Discographie

### Singles
- 2017 : Paradis
- 2018 : Le Cœur à l'envers
- 2019 : Metoo
- 2019 : Jupiter
- 2020 : Alaska
- 2020 : Ave
- 2021 : Naissance
- 2021 : Joli
- 2023 : Mourir Par Amour

### Collaborations
- 2020 : Dans l'placard, en duo avec le DJ Boris Way
- 2020 : Alaska, un remix du titre initial en duo avec Jean Castel
- 2020 : Carapace et Millions en tant qu'auteur/compositeur pour l'artiste MA2X.
- 2021 : Naissance co-écrit avec le rappeur Disiz
- 2023 : Une dernière fois co-écrit avec Jean Castel
- 2023 : Bouquet$ co-écrit avec Garance Tout Court